# Crystal Head
Crystal Head — бренд водки, который производится компанией Globelfill Inc. в Ньюфаундленде и Лабрадоре (Канада). Идейными вдохновителями создания этого напитка стали актер Дэн Айкройд и художник Джон Александер в 2007 году. Спиртовые смеси подвергаются четырехкратной дистилляции и семикратной фильтрации, а последние три фильтрации проходят через алмазные кристаллы Herkimer, которые на самом деле являются разновидностью кварца с двумя концевыми группами, а не алмаза.

## История
Эйкройд и Александр впервые придумали идею водки Crystal Head в 2007 году. Из-за отсутствия на рынке органической водки без добавок Эйкройд решил создать ее сам. Александр разработал дизайн бутылки, вдохновленный общим увлечением пары — легендой о тринадцати хрустальных черепах.
Работа над созданием водки Crystal Head проходила одновременно с выпуском в прокат фильма «Индиана Джонс и Королевство хрустального черепа». Почувствовав возможный конфликт, Эйкройд договорился о встрече со Стивеном Спилбергом, чтобы обсудить пути решения проблемы. К удивлению Эйкройда, Спилберг поддержал идею водки Crystal Head и предложил подать ее гостям на премьере фильма.
В 2010 году Совет по контролю над алкогольными напитками города Онтарио отказался от продажи водки Crystal Head в своих магазинах, заявив, что люди могут посчитать бутылку оскорбительной. Позже данное решение было отменено после того, как в дизайн коробки были внесены изменения.
В мае 2011 года 21 000 бутылка водки были украдена со склада в Южной Калифорнии. Эйкройд пошутил, что он «счастлив, что некоторым потребителям будет предоставлена уникальная возможность попробовать водку по цене значительно ниже розничной».
В 2013 году Эйкройд провел более 90 дней в году в промо-туре, поддерживая рекламную кампанию водки с помощью выступлений и автографов. Бренд Crystal Head был официальной водкой 50-летнего юбилейного турне Rolling Stones в 2013 году.

## Линейка
По данным на 2020 год в продаже есть два вида водки.
Оригинальная формула, которая поставляется в бесцветной бутылке, изготовлена из канадской сладкой кукурузы сорта «Peaches and Cream». Вторая формула, известная как Aurora, сделана из английской пшеницы и имеет более сухой и пряный вкус, чем ее оригинальная версия. Флакон Aurora имеет перламутровое покрытие, которое напоминает северное сияние. Для производства обоих сортов водки используются вода, добытая из подземных источников острова Ньюфаундленд.

## Дизайн бутылки

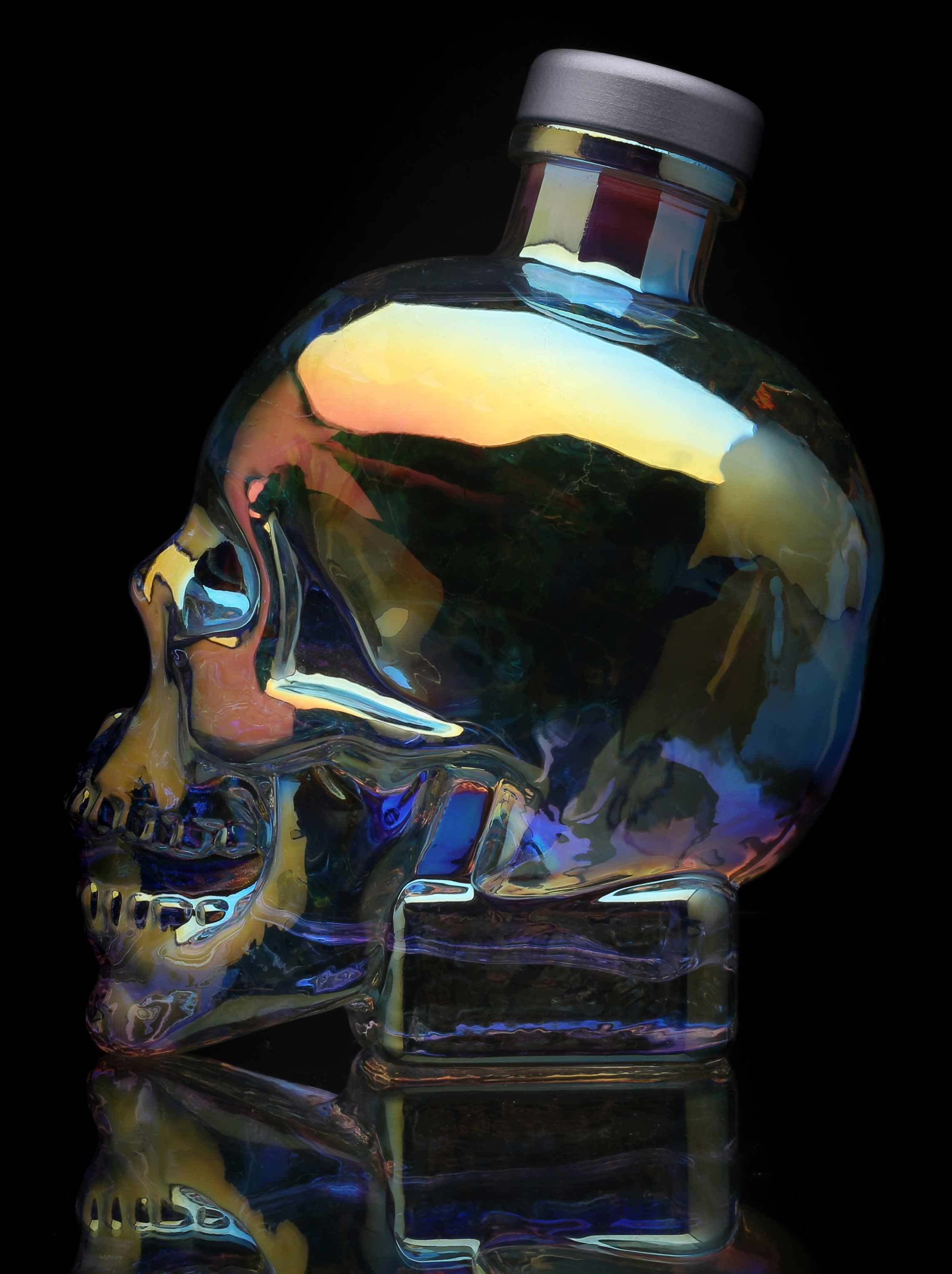
Бутылка Aurora

Бутылки изготавливаются миланским производителем стекла Bruni Glass, ее дизайн был разработан другом Эйкройда, художником Джоном Александром. Для производства бутылок линейки Aurora, заготовки помещаются в герметичную камеру и электрически заряжаются, после чего металлическая пыль покрывает бутылку. Затем бутылки обжигаются при высокой температуре, в результате чего металлический порошок на бутылке плавится, покрывая бутылку металлическим блеском. Не существует двух одинаковых бутылок Aurora, так как при данном процессе производства каждая такая бутылка получается уникальной.
Процент брака при производстве бутылок объемом 750 мл составляет около 40 %. Этот процент повышается при производстве бутылок больших объёмов. Так, при производстве бутылок объемом 3 литра процент брака приближается к 70 %. Можно сравнить эти показатели с процентом дефекта при производстве обычных бутылок, который составляет менее чем 0,5 %.
В 2014 году судебно-медицинский эксперт Найджел Кокертон решил провести эксперимент — он наложил на бутылку Crystal Head глину, воссоздавая тем самым мышцы, кожу и волосы, чтобы понять, как бы она выглядела, если бы череп бутылки был черепом настоящего человека. Конечный результат этой работы напоминал смеющегося мужчину. Дэн Эйкройд был доволен получившимся «лицом» бутылки, хотя раньше он считал, что бутылка имеет больее женские очертания из-за ее размера, и даже называл бутылку Джой (англ. Joy — «радость»), из-за радости, которую она ему доставляла. Он отметил, что испытал облегчение оттого, что лицо оказалось не похожим на него.
В 2018 году Джон Александр создал лимитированную серию бутылок, приуроченную к 10-летию бизнеса. Было произведено всего 25 000 бутылок, которые были украшены выразительной картиной Джона Александра «Танцы на кувшинках жизни».
В 2020 году под брендом Crystal Head была выпущена также лимитированная серия радужных бутылок Pride в честь культурного многообразия, равенства и демонстрации поддержки ЛГБТ-сообщества.

## Производство

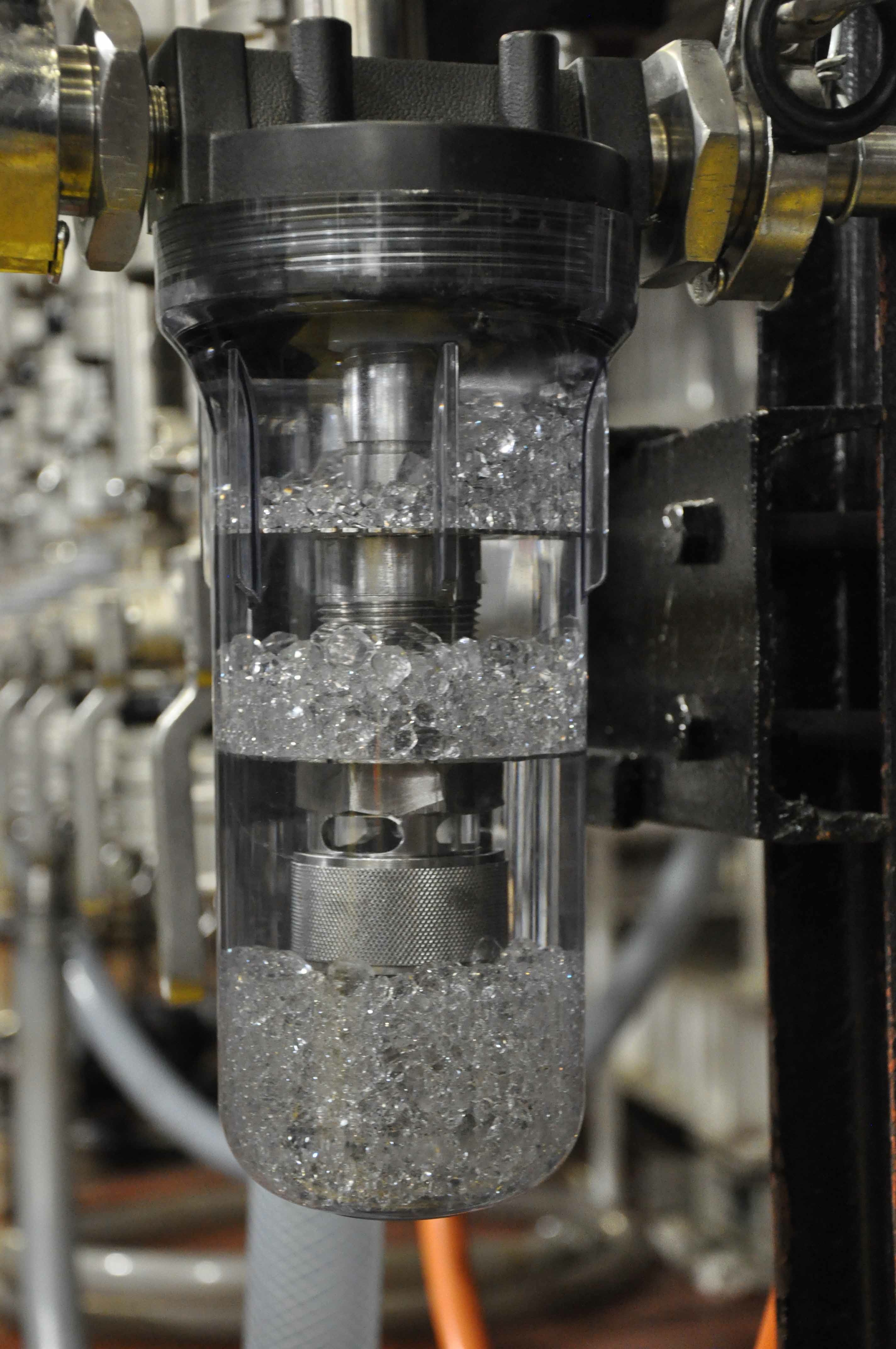
Три кварцевых фильтра, которые используются в процессе фильтрации водки Crystal Head.

В процессе фильтрации водки используются три кварцевых фильтра.
Водка Crystal Head производится компанией Globefill Incorporated на ликеро-водочном заводе «Ньюфаундленд и Лабрадор» известным также под названием Rock Spirits в Ньюфаундленде (Канада). Сладкая кукуруза сорта «Онтарио», выращиваемая в регионе Чатем-Кент в Онтарио, проходит обработку и перегоняется четыре раза для получения нейтрально зернового дистиллята с содержанием 95 % спирта. Затем спиртовое сырье разбавляют до 40 % водой из источников региона Ньюфаундленд, после чего полученная жидкость фильтруется семь раз, три из которых проходят через алмазные кристаллы Herkimer. Эти необработанные камни представляют собой кристаллы кварца, которым, согласно некоторым современным системам взглядов, обладают лечебными свойствами (эти свойства не нашли научного подтверждения и обоснования), например, такими как «усиление духовной энергии». Считается, что данный запатентованный процесс фильтрации объясняет гладкий вкус водки, однако это также не подтверждено исследованиями. Бренд Crystal Head при производстве своей водки не использует никаких добавок: глицерина, цитрусового масла или сахара. Завод и продукция имеют сертификат кошерности, продукция также не содержит глютен.

## Награды
- 95 баллов, Blue Lifestyle International[20]
- Золотая медаль 2020 г., премия SIP Awards
- Самый выдающийся бренд года 2019[21] — премия Australian Drink Awards
- Международный конкурс спиртных напитков, 2019 — Золотая медаль (водка Aurora)[22]
- Самый узнаваемый бренд года 2018 — премия Australian Drink Awards
- Всемирный Конкурс Спиртных напитков Сан-Франциско 2017 — Золотая медаль[23]
- Всемирный Конкурс Спиртных напитков Сан-Франциско 2016 — Золотая медаль (Aurora)[24]
- Победитель конкурса Buyers Forum Frontier Magazine 2016[1]
- ЗОЛОТАЯ МЕДАЛЬ 2013 В НОМИНАЦИИ VODKA MASTERS SUPER PREMIUM[25]
- 2013 Золотая медаль «Отличный вкус» ПродЭкспо, Москва, Россия[26]
- НОВЫЙ ПРОДУКТ ПРЕМИАЛЬНОГО СЕГМЕНТА СПИРТНЫХ НАПИТКОВ КАТЕГОРИИ $ 75 + 2012 ГОДА, НАГРАДА ПРЕМИИ AUSTRALIAN LIQUOR INDUSTRY AWARD[1]
- Всемирный Конкурс Спиртных напитков Сан-Франциско, 2011 — две золотые медали[27]
- Всемирный Конкурс Спиртных напитков Сан-Франциско, 2009 — Серебряная медаль[28]
- 94 балла «САМЫЕ ЧИСТЫЕ ИЗ ВСЕХ». ТИМ УАЙТ — по версии журнала THE AUSTRALIAN FINANCIAL REVIEW
- 91 балл «ШЕЛКОВЫЙ И ГЛАДКИЙ С ВАНИЛЬЮ»; ЧИСТЫЙ СУХОЙ СПИРТНОЙ НАПИТОК, С РАЗОГРЕВАЮЩИМ ОКОНЧАНИЕМ". ЭНТОНИ ДИАЗ БЛЮ — ДЕГУСТАЦИОННОЕ ЖЮРИ.
- 92 балла, конкурс Ultimate Spirits Challenge, 2020. — водка Crystal Head Aurora